# Desmond Bane
Desmond Michael Bane (Richmond, 25 juni 1998) is een Amerikaans basketballer die uitkomt voor de Memphis Grizzlies. Hij speelt als pointguard of shooting guard.

## Carrière
Bane speelde van 2016 tot de 2020 draft voor de TCU Horned Frogs van de Texas Christian University. Hij stelde zich kandidaat voor de NBA draft van 2020 waar hij als laatste in de eerste ronde werd gekozen door de Boston Celtics. Hij werd dan betrokken in een ruil tussen drie teams. Hij vertrok naar de Memphis Grizzlies en Enes Kanter naar de Portland Trail Blazers. In ruil kreeg Boston van Memphis een 2023 en 2025 tweede ronde draft en betaalde Memphis een geldbedrag aan de Portland Trail Blazers. De Blazers stuurden ook nog Mario Hezonja naar de Memphis Grizzlies. Op 23 december 2020 maakte hij zijn NBA-debuut voor de Grizzlies tegen de San Antonio Spurs. Aan het einde van het seizoen werd hij verkozen tot NBA All-Rookie Second Team en behaalde hij het hoogste driepuntpercentage in een rookie-seizoen (voor minstens 150 pogingen) sinds Stephen Curry.
In zijn tweede seizoen speelde hij grotendeels als starter en verdubbelde zijn aantal punten per wedstrijd. Hij won samen met Tyrese Haliburton de Clutch Challenge in het NBA All-Star Weekend. Bane scoorde in het seizoen 2021/22 228 driepunters, een nieuw record voor de Grizzlies waarmee hij beter deed dan de 202 driepunters van Mike Miller in het seizoen 2006/07. Hij slaagde erin met de ploeg de play-offs te halen en ze versloegen in de eerste ronde de Minnesota Timberwolves.

## Erelijst
- NBA All-Rookie Second Team: 2021

## Statistieken

### Regulier seizoen
| Seizoen  | Team              | WG  | WS  | MPW  | 2P%  | 3P%  | FW%  | RPW | APW | SPW | BPW | PPW  |
| -------- | ----------------- | --- | --- | ---- | ---- | ---- | ---- | --- | --- | --- | --- | ---- |
| 2020/21  | Memphis Grizzlies | 65  | 16  | 22,3 | 47,3 | 44,0 | 80,9 | 3,1 | 1,8 | 0,6 | 0,2 | 9,3  |
| 2021/22  | Memphis Grizzlies | 76  | 76  | 29,0 | 45,6 | 43,5 | 90,3 | 4,4 | 3,6 | 1,2 | 0,4 | 18,4 |
| 2022/23  | Memphis Grizzlies | 58  | 58  | 31,7 | 47,9 | 40,8 | 88,3 | 5,0 | 4,4 | 1,0 | 0,4 | 21,5 |
| 2023/24  | Memphis Grizzlies | 42  | 42  | 34,4 | 46,4 | 38,1 | 87,0 | 4,4 | 5,5 | 1,0 | 0,5 | 23,7 |
| Carrière | Carrière          | 244 | 193 | 29,0 | 46,8 | 41,5 | 87,9 | 4,2 | 3,3 | 1,0 | 0,4 | 17,4 |

### Play-inns
| Seizoen  | Team              | WG | WS | MPW  | 2P%  | 3P%  | FW%  | RPW | APW | SPW | BPW | PPW |
| -------- | ----------------- | -- | -- | ---- | ---- | ---- | ---- | --- | --- | --- | --- | --- |
| 2020/21  | Memphis Grizzlies | 2  | 0  | 27,1 | 40,0 | 14,3 | 80,0 | 5,0 | 1,0 | 0,0 | 0,0 | 8,5 |
| Carrière | Carrière          | 2  | 0  | 27,1 | 40,0 | 14,3 | 80,0 | 5,0 | 1,0 | 0,0 | 0,0 | 8,5 |

### Play-offs
| Seizoen  | Team              | WG | WS | MPW  | 2P%  | 3P%  | FW%  | RPW | APW | SPW | BPW | PPW  |
| -------- | ----------------- | -- | -- | ---- | ---- | ---- | ---- | --- | --- | --- | --- | ---- |
| 2020/21  | Memphis Grizzlies | 5  | 0  | 19,8 | 57,9 | 50,0 | 0,0  | 3,4 | 2,0 | 0,8 | 0,4 | 5,6  |
| 2021/22  | Memphis Grizzlies | 12 | 12 | 35,7 | 47,8 | 48,9 | 85,7 | 3,8 | 2,2 | 0,9 | 0,8 | 18,8 |
| 2022/23  | Memphis Grizzlies | 6  | 6  | 38,6 | 42,2 | 32,0 | 93,1 | 6,0 | 3,2 | 0,5 | 0,0 | 23,5 |
| Carrière | Carrière          | 23 | 18 | 33,0 | 46,3 | 43,3 | 89,1 | 4,3 | 2,4 | 0,8 | 0,5 | 17,1 |